# Talsperre Picadas
Die Talsperre Picadas (spanisch Presa de Picadas) ist eine Talsperre mit Wasserkraftwerk in der Gemeinde San Martín de Valdeiglesias, Autonome Gemeinschaft Madrid, Spanien. Sie staut den Alberche zu einem Stausee auf. Die Talsperre dient sowohl der Stromerzeugung als auch der Bewässerung und Trinkwasserversorgung. Sie wurde 1952 fertiggestellt. Die Talsperre ist in Staatsbesitz und wird von Naturgy betrieben.

## Absperrbauwerk
Das Absperrbauwerk ist eine Gewichtsstaumauer aus Beton mit einer Höhe von 59 m über der Gründungssohle. Die Mauerkrone liegt auf einer Höhe von 520 m über dem Meeresspiegel. Die Länge der Mauerkrone beträgt 145 m. Das Volumen der Staumauer beträgt 82.000 m³.
Die Staumauer verfügt sowohl über einen Grundablass als auch über eine Hochwasserentlastung. Über den Grundablass können maximal 44 m³/s abgeleitet werden, über die Hochwasserentlastung maximal 1240 (bzw. 1763) m³/s. Das Bemessungshochwasser liegt bei 991 (bzw. 1500) m³/s.

## Stausee
Beim normalen Stauziel von 519 m erstreckt sich der Stausee über eine Fläche von rund 0,91 (bzw. 0,92) km² und fasst 15 (bzw. 17) Mio. m³ Wasser; davon können 17 Mio. m³ für die Stromerzeugung genutzt werden.

## Kraftwerk
Die installierte Leistung des Kraftwerks beträgt 20 MW. Die Fallhöhe beträgt 58 m. Der maximale Durchfluss liegt bei 60 m³/s. Das Maschinenhaus befindet sich etwa 200 m von der Staumauer entfernt auf der linken Flussseite.